# Episodi di Arcibaldo (seconda stagione)

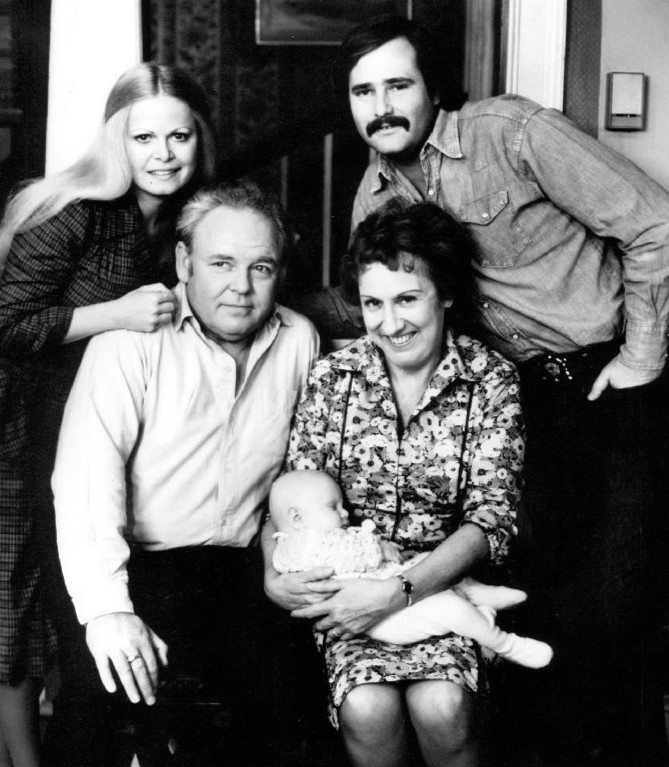
The Bunkers & gli Stivics: in piedi, Gloria (Sally Struthers) e Michael (Rob Reiner); seduti, Archie (Carroll O'Connor) e Edith (Jean Stapleton) con il piccolo Joey.

La seconda stagione della serie televisiva Arcibaldo è stata trasmessa negli Stati Uniti d'America dal 18 settembre 1971 al 12 marzo 1972 sulla CBS, posizionandosi al 1º posto nei rating Nielsen di fine anno con il 34,0% di penetrazione.
In Italia la stagione è andata in onda nel 1983 su Canale 5.
| nº | Titolo originale             | Titolo italiano                | Prima TV USA      | Prima TV Italia |
| -- | ---------------------------- | ------------------------------ | ----------------- | --------------- |
| 1  | The Saga of Cousin Oscar     | La saga del cugino Oscar       | 18 settembre 1971 | 1983            |
| 2  | Gloria Poses in the Nude     | Gloria posa nuda               | 25 settembre 1971 | 1983            |
| 3  | Archie and the Lock-up       | Archie in prigione             | 2 ottobre 1971    | 1983            |
| 4  | Edith Writes a Song          | Edith scrive una canzone       | 9 ottobre 1971    | 1983            |
| 5  | Flashback: Mike Meets Archie | Flashback: Mike conosce Archie | 16 ottobre 1971   | 1983            |
| 6  | The Election Story           | Le elezioni                    | 30 ottobre 1971   | 1983            |
| 7  | Edith's Accident             | L'incidente di Edith           | 6 novembre 1971   | 1983            |
| 8  | The Blockbuster              | Il campione degli incassi      | 13 novembre 1971  | 1983            |
| 9  | Mike's Problem               | Il problema di Mike            | 20 novembre 1971  | 1983            |
| 10 | The Insurance Is Cancelled   | L'assicurazione annullata      | 27 novembre 1971  | 1983            |
| 11 | The Man in the Street        | L'uomo della strada            | 4 dicembre 1971   | 1983            |
| 12 | Cousin Maude's Visit         | La cugina Maude                | 11 dicembre 1971  | 1983            |
| 13 | Christmas Day at the Bunkers | Il Natale dai Burnkers         | 18 dicembre 1971  | 1983            |
| 14 | The Elevator Story           | La storia dell'ascensore       | 1º gennaio 1972   | 1983            |
| 15 | Edith's Problem              | Il problema di Edith           | 8 gennaio 1972    | 1983            |
| 16 | Archie and the FBI           | Archie e l'FBI                 | 15 gennaio 1972   | 1983            |
| 17 | Mike's Mysterious Son        | Il misterioso figlio di Mike   | 22 gennaio 1972   | 1983            |
| 18 | Archie Sees a Mugging        | Archie e la mafia              | 29 gennaio 1972   | 1983            |
| 19 | Archie and Edith, Alone      | Archie e Edith, soli           | 5 febbraio 1972   | 1983            |
| 20 | Edith Gets a Mink            | La pelliccia di Edith          | 12 febbraio 1972  | 1983            |
| 21 | Sammy's visit                | Sammy Davis a casa Bunker      | 19 febbraio 1972  | 1983            |
| 22 | Edith the Judge              | Edith il giudice               | 26 febbraio 1972  | 1983            |
| 22 | Archie is Jealous            | La gelosia di Archie           | 5 marzo 1972      | 1983            |
| 24 | Maude                        | Maude, una signora in gamba    | 12 marzo 1972     | 1983            |